# 단 (도시)
단(히브리어: דן)은 히브리어 성경에 나오는, 이스라엘 왕국의 최북단 도시로, 단 지파의 소속이며, 이스라엘 왕국의 최북단 도시로 묘사된다. 가장 끝의 도시라는 점에서, "단에서 브엘세바에 이르기까지"라는 관용구가 사용되기도 하였다.
단은 현재 골란고원에 있는 텔인 것으로 확인되었으며, 히브리어로 텔단(히브리어: תל דן)이라고 부른다.

## 이름 및 확인
히브리어 성경의 여호수아기, 판관기, 이사야서에는 단 지파가 점령하기 이전의 이름은, 기록된 철자의 일부 차이는 있지만, '라이스'였다고 기록하고 있다. 여호수아기 19장 47절에는 '보석'이라는 뜻의 '레셈'으로 나와 있으며, 이사야서 10장 30절의 번역본 중에는 '라이사'로 기록되어 있는 번역본도 있다.
랍비 문학에서와 필로스트로기우스, 테오도레토스, 투델라의 베냐민, 사무엘 벤 삼손 모두 단의 위치를 바니아스로 잘못 추정하였다. 유세비우스는 비교적 정확하게, 단의 위치를 기존의 바니아스에서 티레 방향 6.5 km 지점으로 보았다.
19세기 스위스 여행가 요한 루트비히 부르크하르트는 사후인 1822년 출판된 여행 기록에서, 요르단강의 수원 중 하나의 이름이 단(아랍어: ضان)이었다고 작성하였다. 미국 해군 장교 윌리엄 린치는 1849년 최초로 텔엘카디(아랍어: تل القاضي)가 고대 도시 단임을 밝혀냈다. 3년 후 에드워드 로빈슨도 똑같은 확인을 했으며, 현재는 정설로 받아들여지고 있다.
이스라엘에서 붙인 이 지역의 이름인 텔단은 성경의 이름을 바탕으로 한 것이다.

## 지리
단은 갈릴리 상부의, 갈릴리 돌출지역이라 불리는 곳에 위치하여 있다. 서쪽에는 레바논산 남부가, 동쪽과 북쪽에는 헤르몬산이 있다. 헤르몬산에서 눈이 녹아 생긴 물은 단을 지나 요르단강으로 들어가는데, 이 물로 인해 단의 땅은 비옥하다. 이로 인해 단 주변에 자생하는 식물은 주변의 건조 기후 환경과 동떨어진 것으로 보이기도 하다. 영국 위임통치령 팔레스타인의 최북단으로서, 시리아 및 레바논 국경과 접해 있어 1967년 제3차 중동 전쟁 등 참담한 현대사의 상징으로서 보여지기도 한다.

## 성경 및 역사적 기록

### 라이스/레셈
판관기의 기록에 따르면, 단 지파가 단을 점령하기 전의 이름은 사자를 뜻하는 라이스였다. 여호수아기 19장 47절에는, 비록 지명이 "레셈"이라고 기록되어 있지만, 판관기 18장과 내용상 일치해 같은 곳을 가리키는 다른 지명이라고 추정하고 있다.
라이스는 시돈과 동맹 관계였는데, 이는 라이스 주민들이 페니키아에서 왔을 가능성을 시사하며, 가나안 유래일 가능성도 배제할 수 없다. 동맹 자체는 시돈과 라이스의 거리와, 사이의 레바논산으로 인해 실익이 없었다. 또한, 헤르몬산에 의해 아시리아 및 아람에서 동떨어져 있었다. 70인역에는 아람과 동맹을 성립할 수 없었다고 적혀 있다. 마소라 본문에는 아람에 대한 언급이 없지만, '어떠한 사람'과의 연관도 없었다고 기술되어 있는데, 학자들은 필경사 도중 'Aram'이 'Adham'→사람으로 잘못 기록되었다고 추정하고 있다.

### 이스라엘의 단

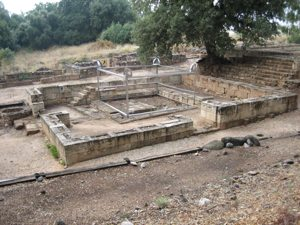
단에 있는, 이스라엘 민족의 종교 건물을 발굴한 것.

판관기 18장에는 단 지파의 영토가 해당 시점까지 존재하지 않았으며, 라이스의 비옥한 토지와 부족한 방비를 본 후 라이스를 공격해 점령하였다. 이 때, 단 지파는 전사 600명으로 라이스 주민을 잔혹하게 학살한 후 도시를 완전히 불태워, 같은 자리에 새로운 도시를 지었다고 기록되어 있다. 라이스의 이름은 지파의 이름을 딴 단이 되었으며, 미가의 집에서 훔친 신상을 모세의 손자가 모시도록 하였다. 나중에는 여로보암의 금송아지 하나를 '그 땅 주민이 사로잡혀 갈 때까지', 또는 ' 하느님의 집이 실로에 있는 동안' 섬겼다. 학자들은 앞 문장은 기원전 732년 티글라트-필레세르 3세가 북이스라엘 왕국을 점령했을 때, 뒷 문장은 히즈키야의 종교 개혁 때로 보고 있다. 학자 소수는 '하느님의 집이 실로에 있는 동안'이, '하느님의 법궤가 실로에 있는 동안'의 오기로, 에벤에젤에서의 전투 후 불레셋에서 법궤를 탈취한 사건을 가리키는 것이라고 해석하기도 한다.

#### 금송아지 숭배
열왕기하 10장 29절과 역대기하 13장 8절에는 여로보암이 단과 베델에 금송아지를 만들었다고 기록되어 있다. 문서학자들은 엘로힘 문서에 나와 있는 아론의 금송아지 이야기가 여기서 유래한 것이라고 보고 있으나, 성경학자 일부는 여로보암이 당시 예루살렘에 있던 성전(제1성전)을 모방하여 북이스라엘 왕국 전체가 놓이게 하여, 북이스라엘이 법궤가 있는 남유다와 동등하게 거룩함을 나타내려고 했다고 보기도 한다. 성전에서 야훼의 자리는 지천사로 둘러싸여 있는데, 여로보암이 이를 나타내기 위해 나라 양 끝에 금송아지를 놓았다는 것이다.

## 발굴
텔단에서 이루어진 발굴에 따르면, 단에 최초로 사람이 살기 시작한 시점은 신석기 말기, 기원전 4500년 경이며, 기원전 제4천년기에는 거의 1,000년가량 버려졌다.

### 청동기 시대
청동기 시대 초기에 라이스는 요새화된 도시였다. 이집트 중왕국 시대 문헌에는 라이스를 저주의 서로 저주한 기록이 남아 있는데, 비슷한 형식인 이집트 고왕국 시대의 문헌과 대조함으로서 라이스를 해당 시기인 청동기 중기가 아닌, 청동기 초기의 상황을 반영하였다고 추정하고 있다.
텔단 발굴 과정에서 현무암 거석기념물 위에 진흙으로 세워진 도시 입구를 발견하였으며, 청동기 중기인 기원전 1750년 경 지어진 것으로 추정하고 있다. 이 문은 창세기 14장에 아브라함이 조카 롯을 구하기 위해 단까지 쫓아갔다는 기록을 들어, 흔히 아브라함의 문으로 불리고 있으며, 2000년대 후반 복원되어 주요 관광 장소로 자리잡았다.
기원전 15세기, 투트모세 3세가 점령한 도시 중 라위사(ra-wy-sa)도 포함되어 있었다.

### 철기 시대

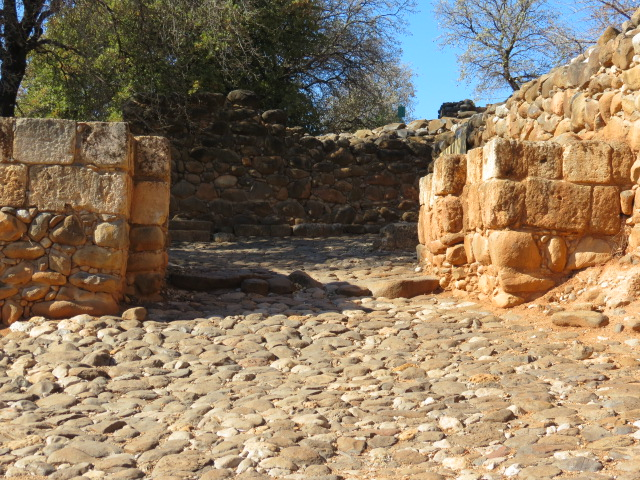
바깥 이스라엘문.

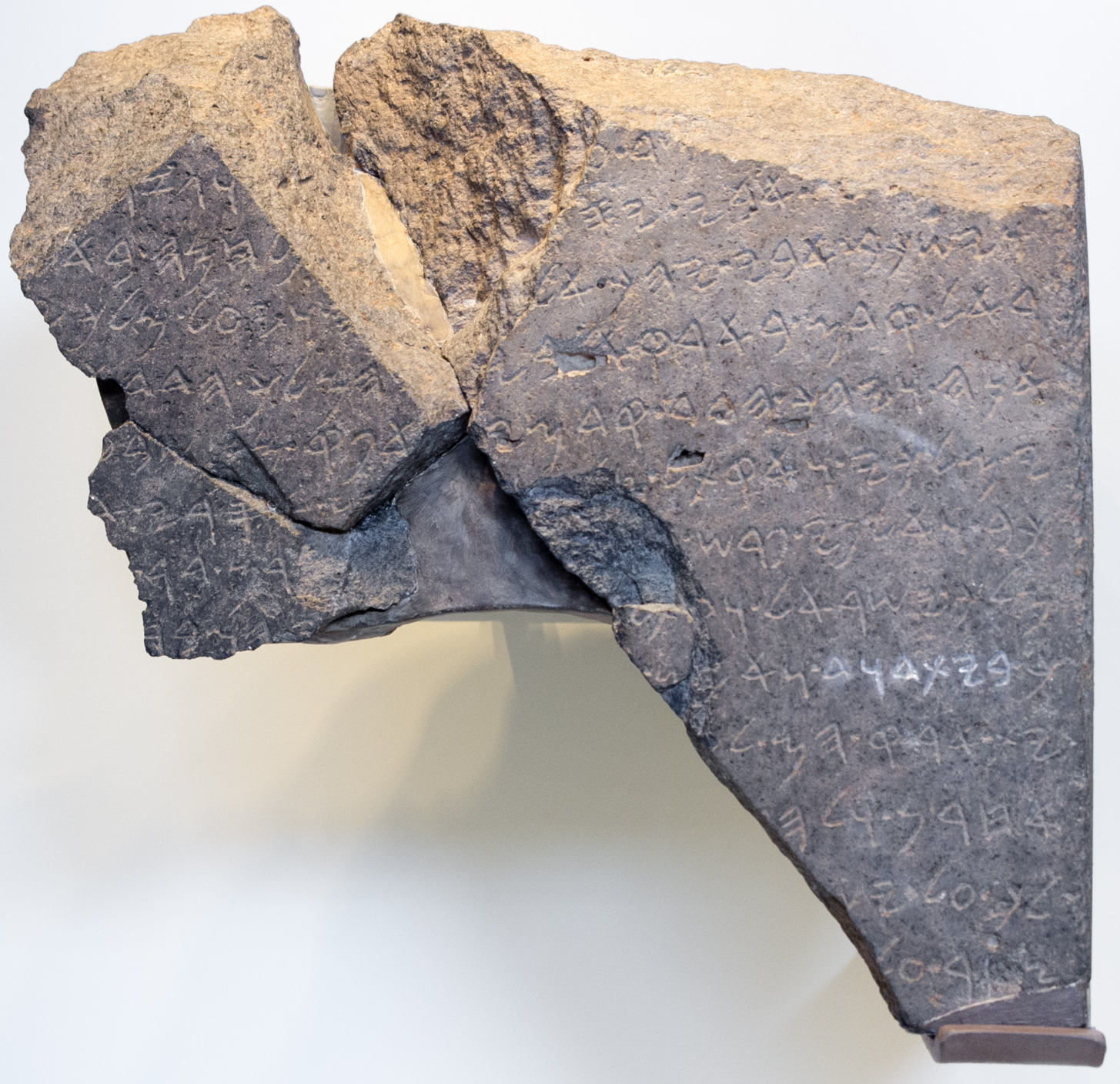
텔단 석비로, 히브리어로 '다윗의 집'을 뜻하는 'ביתדוד' 부분이 강조되어 있다.

이스라엘 시대에 단은 큰 도시로 성장하였다.

#### 이스라엘 시대 벽과 문
1992년 방문객을 맞이하기 위해 텔단을 정리하던 중, 기원전 732년 신아시리아 제국이 단을 파괴할 당시의 돌무더기가 발견되며, 당시까지 발견되지 않았던 문이 드러났다. 이 문으로 들어가면 낮은 연단이 있는 안마당으로 이어진다. 기원전 9세기 연단 주변이 확장되었고, 여러 방어 요새가 갖추어졌다. 기원전 8세기 여로보암 2세는 연단을 더욱 확대하였으며, 이후 티글라트-필레세르 3세 시대에 파괴되었다.

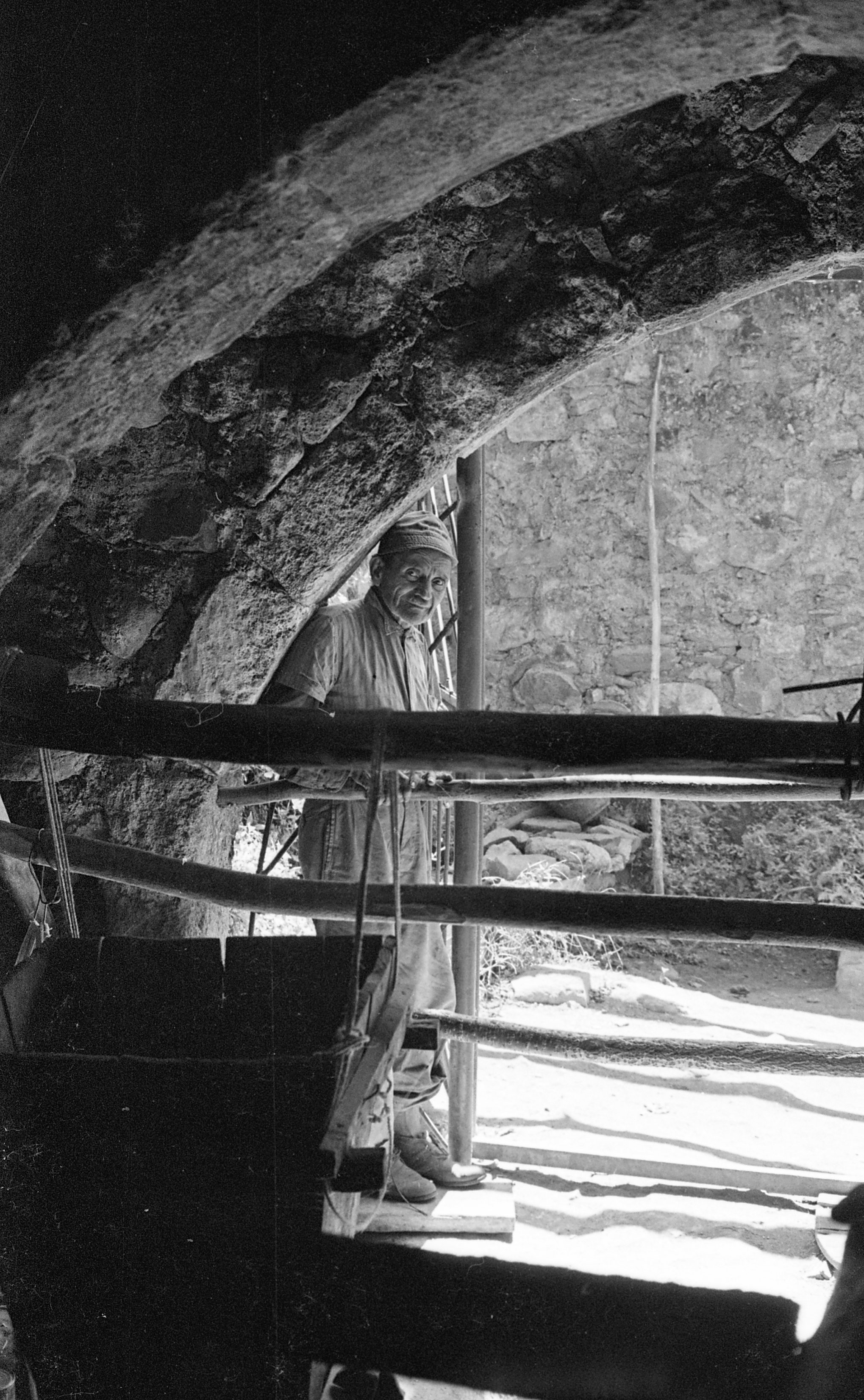
1969년 텔단.

#### 판관의 좌석
이스라엘문에는 두 걸음 정도 올라가면 닿는 돌 연단이 있었다. 연단 가장자리에 있는 돌 구멍은 천막을 고정하기 위한 용도로 추정하고 있다. 이 연단은 왕이 판결을 위해 앉는 좌석이었을 것으로 본다.

#### 텔단 석비
도시 성벽 잔해의 안쪽, 바깥 문과 가까운 지점에서 현무암으로 만들어진 텔단 석비가 발견되었다. 석비에는 다마스쿠스의 한 왕에 대한 아람어 기록이 있는데, 고고학자 다수는 이 왕을 하사엘로 보지만, 일부는 벤하닷 1세를 가리킨다고 주장하고 있다. 현재까지 남아 있는 비문 일부에는 ביתדוד(BYTDWD)라는 단어가 남아 있는데, 이는 '다윗의 집'을 뜻하는 히브리어이다. 당시 히브리어는 모음을 표기하지 않았으며, 따라서 이 기록은 기원전 500년 이전에 다윗의 이름이 기록되어 있는 최초 발굴 사례이다.
단은 아람에서 제일 가까운 이스라엘 도시라는 점에서, 아람의 확장의 영향을 많이 받았다. 열왕기에 있는 기록에는 아합의 집권기 이스라엘과 아람이 단의 지배권을 네 번이나 주고받았다고 암시하는 기록이 있다. 텔단 석비는 이 시기 아람이 단을 점령하였을 때 작성되었다.
신아시리아 제국이 남쪽으로 세력을 넓힐 때, 북이스라엘 왕국은 당초 위성국이 되었지만, 반란과 이어진 아시리아의 재침공으로 기원전 732년 멸망하였다.

#### 제단
종교적 숭배 구역은 금송아지를 중심으로 위치해 있었다.

### 이후
페르시아, 그리스, 로마 시대의 유물을 통해, 단의 연단에서 종교 활동이 계속 이루어졌을 것으로 보고 있다.

## 텔단 천연보호구역
텔단 천연보호구역은 1974년 텔단 주변 39 헥타르 구역으로 처음 설정되었으며, 1989년에는 9 헥타르가 추가되었다. 단을 흐르는 단강은 훌라 계곡에서 요르단강과 만나며, 요르단강의 세 수원 중 하나이다. 주요 지점은 낙원샘, 아브라함문, 가나안문, 이스라엘문이 있다.